# Рахмани, Арсала
Арсала Рахмани (1944, провинция Пактика — 13 мая 2012, Кабул) — афганский государственный деятель, и. о. премьер-министра Афганистана (1994—1995), министр высшего образования в правительстве талибов (1996—2001), член Высшего совета мира — руководитель комиссии по освобождению заключенных.

## Биография
Арсала Рахмани родился в 1944 году в провинции Пактика. О его жизни до 1990-х годов, известно только то, что он участвовал в Афганской войне (1979—1989), был одним из полевых командиров, воевавших против советских войск.
Политическую карьеру Рахмани начал с должности заместителя главы партии «Хараки-Ислами», после чего работал министром по религиозным вопросам в правительстве Себгатуллы Моджаддеди. В 1994—1995 гг. в течение нескольких месяцев Арсала Рахмани возглавлял афганское правительство в качестве исполняющего обязанности премьер-министра. В годы первого правления «Талибана» он занимал пост заместителя министра высшего образования, но в 2001 году после терактов 11 сентября, перешёл на сторону правительства Хамида Карзая. Рахмани был внесён в чёрный список США, но был вычеркнут из него в 2010 году. Многими воспринимался как человек, очень близкий к президенту Афганистана Хамиду Карзаю.
В последние годы жизни входил в Высший совет мира, который координирует переговоры между правительством и боевиками «Талибана». Рахмани руководил комиссией по освобождению заключённых.
В 2011 году заявил о том, что международное сообщество нуждается в создании официального политического представительства движения «Талибан» для проведения мирных переговоров, предположив в качестве стран, готовых разместить представительства, Турцию и Туркменистан:

Я полагаю, что в настоящее время Турция и Туркменистан являются вероятными местами для размещения политического представительства «Талибана»— интервью Арсалы Рахмани для пакистанской газеты «Express Tribune»
Также, по словам Арсалы Рахмани, велись переговоры по вопросу возможного открытия офиса повстанческого движения в Саудовской Аравии, Объединённых Арабских Эмиратах и Катаре.
Являясь активным членом Высшего совета мира, Рахмани незадолго до смерти, по некоторым данным, «установил контакт с высокопоставленными членами движения».
13 мая 2012 года был застрелен по дороге на работу на западе Кабула. Он был тяжело ранен в сердце и скончался в больнице. Задержать убийцу на месте преступления полиции не удалось.
Непосредственно после убийства, ни одна группировка вооружённой оппозиции не взяла на себя ответственность за гибель Рахмани. Представитель «Талибана» Забиулла Моджахед заявил о непричастности своей организации к убийству, и осудил действия убийц.
Также, убийство афганского политика и члена Высшего совета мира осудили Президент Афганистана Хамид Карзай, министерство иностранных дел Пакистана, а также представители Международных сил содействия безопасности в Афганистане (МССБ) и посольство США в Афганистане.
Впоследствии, 14 мая 2012 года, представители малоизвестной группировки «Фронт муллы Дадуллы» заявили, что Рахмани был убит их боевиками за сотрудничество с кабульским правительством и иностранными силами.